# Vĩnh Bình, Vĩnh Hưng
Vĩnh Bình là một xã thuộc huyện Vĩnh Hưng, tỉnh Long An, Việt Nam.

## Địa lý
Xã Vĩnh Bình có vị trí địa lý:
- Phía đông và phía nam giáp huyện Mộc Hóa
- Phía tây giáp xã Vĩnh Trị và huyện Tân Hưng
- Phía bắc giáp xã Thái Bình Trung.

Xã Vĩnh Bình có diện tích 23,62 km², dân số năm 1999 là 3.072 người, mật độ dân số đạt 130 người/km².

## Hành chính
Xã Vĩnh Bình được chia thành 3 ấp: 1, 2, 3.

## Lịch sử
Xã Vĩnh Bình được thành lập vào ngày 26 tháng 6 năm 1989 trên cơ sở tách 3.187 ha diện tích tự nhiên, 1.086 người của xã Thái Bình Trung và 976,60 ha diện tích tự nhiên, 1.480 người của xã Vĩnh Trị.
Sau khi thành lập, xã có 4.163,60 ha diện tích tự nhiên và 2.566 người.
Ngày 18 tháng 7 năm 2019, HĐND tỉnh Long An ban hành Nghị quyết số 43/NQ-HĐND về việc Ấp 4 và Ấp 5 vào Ấp 3.